# Мидълзбро
Вижте пояснителната страница за други значения на Мидълзбро.
Мѝдълзбро (на английски: Middlesbrough, ['mɪdəlzbɹə], Мидълзбръ) е град в Североизточна Англия.
Част е от Норт райдинг ъф Йоркшър до 1974 г., когато става част от новосформираното графство Кливланд. През 1996 г. графство Кливланд е разформировано и Мидълзбро придобива статут на унитарна (самоуправляваща се) единица, макар че остава в зоната на графство Северен Йоркшър по официални и пощенски съображения.
Разположен е край река Тийс. Има население 142 691 души от преброяването през 2001 г. Индустриален център с развита тежка промишленост, стоманолеене и химическа промишленост.

## Спорт
Представителният футболен отбор на града е едноименния ФК Мидълзбро. Той е дългогодишен участник в английската Премиършип.

## Известни личности
Родени в Мидълзбро
- Стюърт Даунинг (р. 1984), футболист
- Пол Дохърти (р. 1946), писател
- Брайън Клъф (1935-2004), футболист
- Дон Реви (1927-1989), футболист
- Крис Риа (р. 1951), музикант
- Пол Роджърс (р. 1949), музикант
- Пийт Треуавас (р. 1959), музикант